# Eddie Izzard
Eddie Izzard (anglès: Suzy Eddie Izzard)  (Aden, 7 de febrer de 1962) és una actriu i escriptora britànica. Fou la protagonista de la sèrie de televisió The Riches (2007–2008), i ha participat en nombroses pel·lícules, com ara Ocean's Twelve, Ocean's Thirteen, Mystery Men, L'ombra del vampir, The Cat's Meow, Across the Universe i Valquíria. També ha fet doblatge a The Wild (2008), Igor (2008), Les Cròniques de Nàrnia: El príncep Caspian (2008) i Cars 2 (2011).
Izzard és una persona transgènere i de gènere fluid.

## Filmografia

### Cinema
| Any  | Títol                                       | Paper                 | Notes                    |
| ---- | ------------------------------------------- | --------------------- | ------------------------ |
| 1995 | The Oncoming Storm                          | Luthor Keeton         |                          |
| 1996 | L'agent secret (The Secret Agent)           | Vladimir              |                          |
| 1998 | Velvet Goldmine                             | Jerry Devine          |                          |
| 1998 | Els venjadors                               | Bailey                |                          |
| 1999 | Mystery Men                                 | Tony P                |                          |
| 1999 | The Criminal                                | Peter Hume            |                          |
| 2000 | Cercle del crim (Circus)                    | Troy                  |                          |
| 2000 | L'ombra del vampir                          | Gustav von Wangenheim |                          |
| 2001 | The Cat's Meow                              | Charlie Chaplin       |                          |
| 2001 | All the Queen's Men                         | Tony Parker           |                          |
| 2002 | Revengers Tragedy                           | Lussurioso            |                          |
| 2003 | Alien Invasion                              | Brik                  |                          |
| 2004 | Blueberry: L'experiència secreta            | Prosit                |                          |
| 2004 | Five Children and It                        | It                    | Veu                      |
| 2004 | Romance & Cigarettes                        | Gene Vincent          |                          |
| 2004 | Ocean's Twelve                              | Roman Nagel           |                          |
| 2005 | The Aristocrats                             | Ell mateix            | Documental               |
| 2006 | The Wild                                    | Nigel                 | Veu                      |
| 2006 | My Super Ex-Girlfriend                      | Professor Bedlam      |                          |
| 2007 | Ocean's Thirteen                            | Roman Nagel           |                          |
| 2007 | Across the Universe                         | Mr. Kite              |                          |
| 2008 | Les Cròniques de Nàrnia: el príncep Caspian | Reepicheep            | Veu                      |
| 2008 | Igor                                        | Dr. Schadenfreude     | Veu                      |
| 2008 | Valquíria                                   | Erich Fellgiebel      |                          |
| 2009 | Rage                                        | Tiny Diamonds         |                          |
| 2009 | Believe: The Eddie Izzard Story             | Ell mateix            | Documental               |
| 2010 | Every Day                                   | Garrett               |                          |
| 2011 | The Other Side                              | Dean Bellamy          |                          |
| 2011 | Cars 2                                      | Sir Miles Axelrod     | Veu                      |
| 2011 | Lost Christmas                              | Anthony               | També productor executiu |
| 2012 | L'illa del tresor (Treasure Island)         | John Silver El Llarg  |                          |
| 2014 | Boychoir                                    | Drake                 |                          |
| 2015 | Absolutely Anything                         | Headmaster            |                          |